# Pedro Bezerra
Pedro Augusto Geromel Bezerra de Menezes (Salvador, 11 de outubro de 1980) é um sociólogo e político brasileiro, filiado ao Partido Socialista Brasileiro (PSB).

## Política
Filho do ex-deputado e prefeito de Juazeiro, Arnon Bezerra, lançou-se candidato em 2018, tendo sido eleito deputado federal pelo Ceará.

## Controvérsias
Em outubro de 2019 Pedro Bezerra foi um dos deputados que mais gastou em diárias de hotéis (alguns de alto luxo). De 22 ocasiões em que utilizou de hospedagem,  15 delas ocorreram em São Paulo (distante mais de 3 mil quilômetros do estado por ele representado no congresso nacional) em um total de R$ 24,3 mil posteriormente reembolsados pela Câmara dos Deputados.